# Hiob von Hontheim
Nikolaus Richard Maria Hiob von Hontheim (* 27. Dezember 1813 in Koblenz; † 11. Januar 1883 ebenda) war ein preußischer Generalmajor.

## Leben

### Herkunft
Er war der Sohn eines Oberlandesgerichtsrats und dessen Ehefrau, einer geborenen Gattermann.

### Militärkarriere
Hontheim absolvierte das Gymnasium in Koblenz und trat anschließend am 1. April 1832 in das 7. Ulanen-Regiment der Preußischen Armee ein. Hier avancierte er Mitte April 1834 zum Sekondeleutnant. 1837/38 war Hontheim zur Lehreskadron sowie im März 1847 als Eskadronführer beim Kavalleriestamm des Landwehr-Bataillons des 40. Infanterie-Regiments in Gräfrath kommandiert. Mitte Juli 1848 stieg er zum Premierleutnant auf und nahm ein Jahr später an der Niederschlagung der revolutionären Unruhen in Baden und der Pfalz teil. Dabei kam Hontheim bei Kirchheimbolanden, Dürkheim, Durlach sowie Kuppenheim zum Einsatz und wurde für sein Verhalten mit dem Roten Adlerorden IV. Klasse ausgezeichnet. 1851 folgte seine Kommandierung als Eskadronführer zum 7. Landwehr-Ulanen-Regiment nach Saarbrücken und in dieser Eigenschaft wurde Hontheim am 22. Juni 1852 Rittmeister. Mit seiner Ernennung zum Eskadronchef kehrte er am 10. August 1854 in das 7. Ulanen-Regiment zurück. Unter Verleihung des Charakters als Major wurde Hontheim am 11. Juni 1858 Eskadronchef im Garde-Kürassier-Regiment. Am 12. März 1859 erhielt er das Patent zu seinem Dienstgrad und stieg zum etatsmäßigen Stabsoffizier auf. Daran schloss sich ab dem 7. April 1863 eine Verwendung als Kommandeur des Magdeburgischen Kürassier-Regiments Nr. 7 an. In dieser Stellung stieg er bis 8. Juni 1866 zum Oberst auf und führte sein Regiment im gleichen Jahr während des Krieges gegen Österreich in die Schlacht bei Königgrätz mit besonderer Auszeichnung. Dafür wurde ihm am 20. September 1866 das Komturkreuz des Königlichen Hausordens von Hohenzollern mit Schwertern verliehen.
Unter Stellung à la suite seines Regiments ernannte man Hontheim am 18. Juni 1869 zum Kommandeur der 9. Kavallerie-Brigade in Glogau. Zu Beginn des Krieges gegen Frankreich wurde er zum Kommandeur der mobilen 8. Kavallerie-Brigade ernannt und wenige Tage später zum Generalmajor befördert. Hontheim führte seinen Großverband in den Kämpfen bei Weißenburg, Wörth, Beaumont, Sedan und Artenay. Nach dem Vorfrieden von Versailles wurde er zum Kommandeur der neuerrichteten 31. Kavallerie-Brigade in Straßburg ernannt und für seine Leistungen während des Krieges mit dem Eisernen Kreuz I. Klasse sowie dem Großkomturkreuz des Bayerischen Militärverdienstordens gewürdigt. Unter Verleihung des Roten Adlerordens II. Klasse mit Eichenlaub und Schwertern am Ringe wurde Hontheim am 17. September 1872 mit der gesetzlichen Pension zur Disposition gestellt. Er verstarb unverheiratet in seiner Heimatstadt.